# Riforme ortografiche della lingua russa

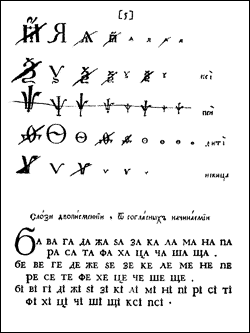
Pietro il Grande ufficializzò definitivamente una serie di lettere, che andarono a comporre l'alfabeto russo

Le riforme ortografiche della lingua russa sono quelle decisioni, ufficiali o non ufficiali, che hanno portato l'ortografia di questa lingua ad essere quella che è oggigiorno.

## Medioevo
I popoli slavi orientali adottarono fin dall'inizio l'alfabeto cirillico (verso il X secolo d.C.). Poiché inizialmente la lingua di questi popoli ortodossi in ambito liturgico e mondano era la stessa, quando esse cominciarono a divergere, alcune lettere rimasero solo nella lingua ecclesiale (l'antica lingua slava orientale): è il caso delle Jus (Ѫ, Ѭ, Ѧ, Ѩ).

## XVIII secolo
La lingua cominciò ad assumere forma scritta con lo zar Pietro I di Russia, il quale nel 1708 introdusse la "Scrittura cittadina" (in russo Гражда́нский шрифт?, Graždanskij šrift). In particolare, egli eliminò parecchie lettere (Ѯ, Ѱ, Ѡ) e diacritici (a parte in й); in più bandì l'uso dei numerali cirillici, introducendo la numerazione araba. Per la prima volta, la lingua russa veniva scritta con lettere diverse dall'antico slavo orientale.
A partire dal XVIII secolo nacque la letteratura russa, ricordiamo tra i primi poeti Lomonosov e Tredjakovskij. Contribuì alla nascita della stessa anche il rinforzarsi di una lingua unificata, ed ufficializzata. Non a caso, i due letterati sopracitati lottarono per la loro lingua.

## XX secolo
La maggiore riforma dell'epoca contemporanea della lingua russa venne preparata da una commissione guidata dal filologo e linguista Aleksej Šachmatov. Essa risale al 1917, e venne applicata ufficialmente nell'anno successivo dai bolscevichi ormai al potere in Russia.
Essa nella pratica semplificò l'ortografia russa unificando la declinazione di vari aggettivi e pronomi, sostituendo le lettere ѣ (Jat) con е, ѳ con ф, e і (a seconda del contesto di pronuncia moscovita) e ѵ con и. Inoltre, la vecchia muta jer divenne obsoleta, includendo il ъ ("segno duro") a fine delle parole terminanti in consonante (al posto del segno morbido). Venne così eliminata l'ultima reminiscenza grafica del sistema "a sillaba aperta" dell'antico slavo. Ad esempio, Рыбинскъ diventò Рыбинск ("Rybinsk").